# 엘다리온
엘다리온은 J.R.R 톨킨의 세계관에 등장하는 인물이다. 이실두르의 후손 아라고른 2세의 장남으로 사우론의 몰락 후 부흥한 인간 왕국의 두 번째 왕이었다.
엘다리온은 부친으로부터 누메노르 왕족의 피를, 모친 아르웬으로부터는 요정의 피를 받았다. 그리하여 반요정으로 태어난 존재로 알려졌다. 아라고른 2세는 아직 생명이 남은 상태에서 아들 엘다리온에게 왕위를 넘겼는데, 이것은 점차 쇠약해 가면서 죽음을 맞이해야 하는 인간의 숙명을 알고 있어 정신이 온전한 때 적임자였던 자기 아들에게 선위한 것이었다. 이러한 행동은 이미 서쪽의 바다에 잠긴 누메노르 왕국의 전통을 떠올리게 하며, 태양의 1시대 이후 에다인 세 가문에서 누메노르, 아르노르와 곤도르로 이어지는 신성한 전통을 다시 부활시키는 것이었다. 그 이후 아들이나 아내와 달리 인간이었던 아라고른은 일찍이 삶을 마치게 된다. 아르웬은 그와 마찬가지로 삶에 의지를 잃고 인간의 삶을 택하고 자신의 조상 루시엔과 마찬가지로 요정으로서 진정한 죽음을 맞이하게 된다.